# Hobrechtsfelde

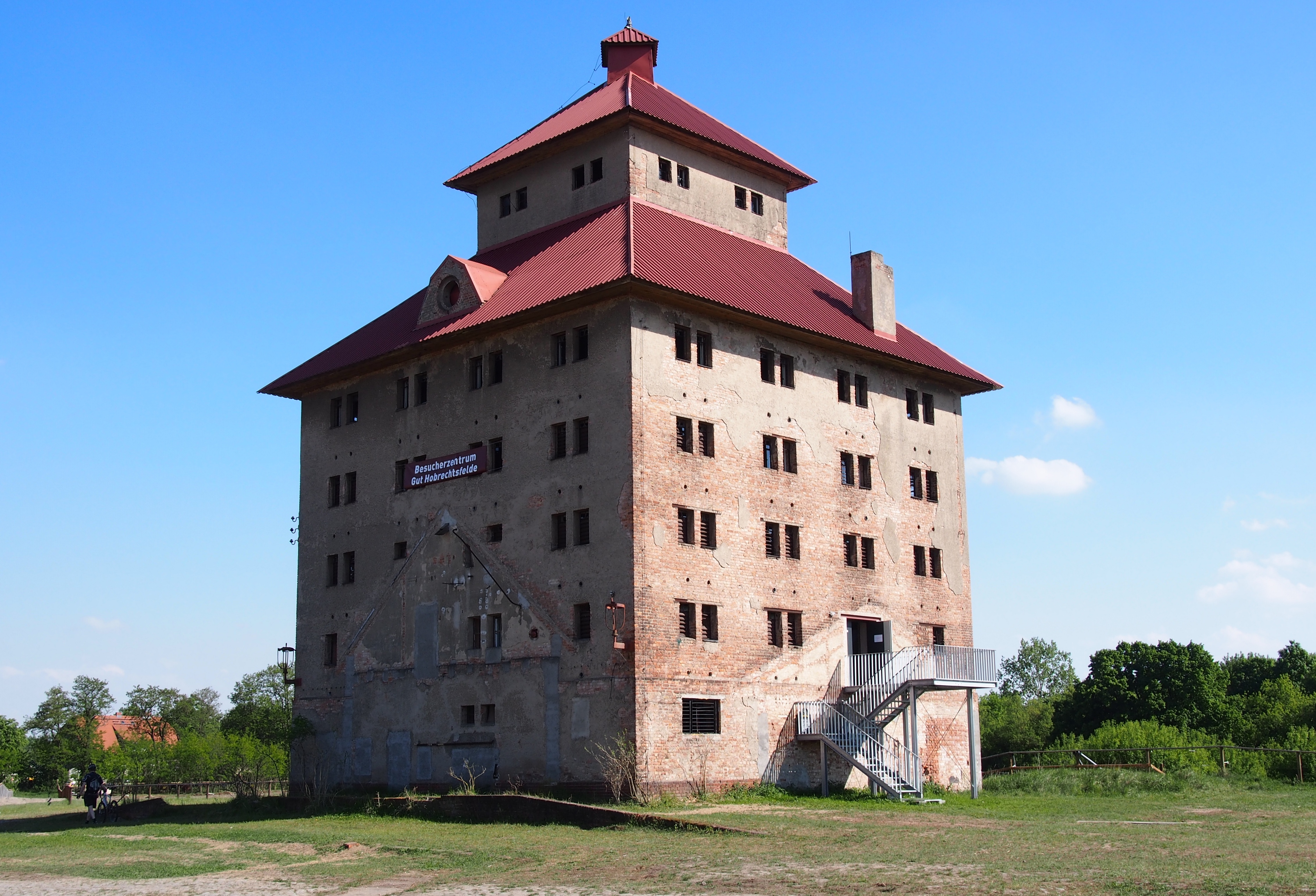
Denkmalgeschützter Kornspeicher in Hobrechtsfelde, seit 2013 Besucherzentrum

Hobrechtsfelde ist ein  Wohnplatz im Westen der Gemeinde Panketal und gehört zum Ortsteil Zepernick. Hobrechtsfelde hat ca. 240 Einwohner.

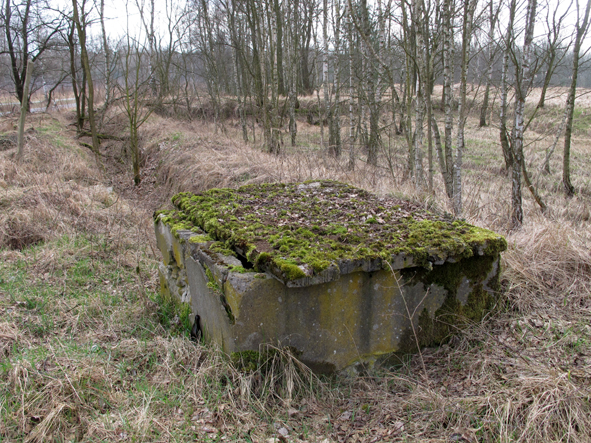
Reste von Anlagen der Verrieselung Berliner Abwässer südlich von Hobrechtsfelde

## Geschichte
Das Stadtgut Hobrechtsfelde, benannt am 3. August 1908 nach James Hobrecht, wurde am Anfang des 20. Jahrhunderts ursprünglich zur Bewirtschaftung der Berliner Rieselfelder erbaut. Die Baugenehmigung wurde am 26. September 1906 erteilt.
Bereits 1911 erhielt Hobrechtsfelde auch eine eigene einklassige Schule, der eine Lehrerwohnung zugeordnet war.
Seit den 20er Jahren waren in Spitzenzeiten der Saison weit über 300 Menschen in den Gutseinrichtungen beschäftigt.
In den Jahren 1954/55 und 1958/60 wurden mehrere Wohngebäude errichtet, die die Lücke zwischen dem Dorfzentrum an Teich und Festwiese und dem alten Gut schlossen.
1985 erfolgte die Außerbetriebnahme der Rieselfelder und damit auch das Ende der Abwasserentsorgung um Hobrechtsfelde, Reste der Anlagen findet man vor allem südlich und nordöstlich des Ortes im Gelände.
Das unter Ensembledenkmalschutz Straßendorf war als letztes von 12 Berliner Stadtgüter auf dem nordöstlichen Teil der Berliner Rieselfelder gelegen. Bis 1990 wurde es als Volkseigenes Gut geführt, das hauptsächlich der Tierhaltung diente.
Seit dem 1. Januar 2010 gehören die Wohnhäuser Hobrechtsfeldes zur Wohnungsbaugenossenschaft Bremer Höhe mit Sitz in Berlin-Prenzlauer Berg, die das ganze Dorf für 900.000 Euro kaufte.

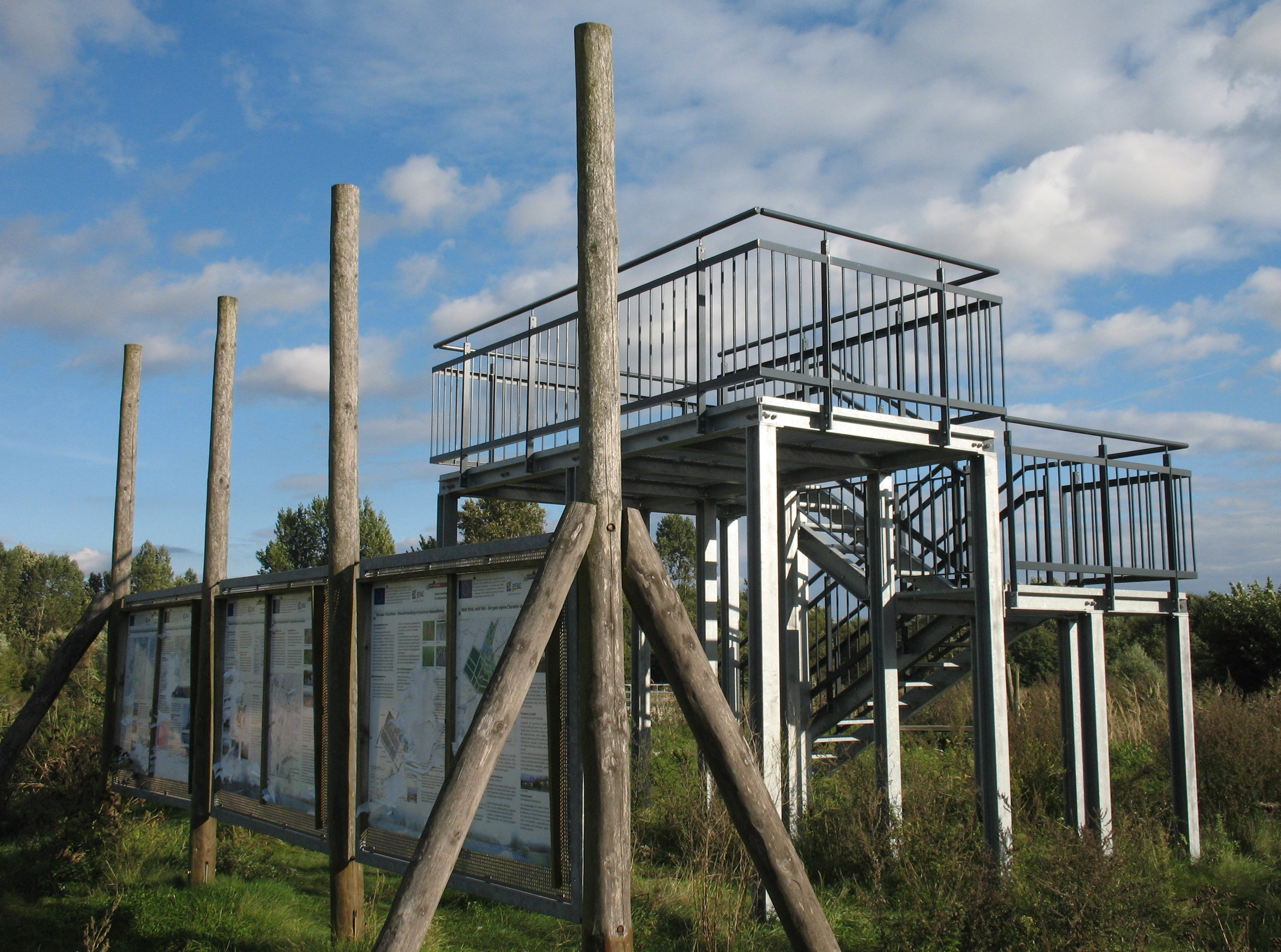
Aussichtspunkt am Großen Reinigungsteich

## Hobrechtsfelder Rieselfelder
Seit 1875 wurden auch im Norden Berlins, so zwischen Berlin-Buch und Schönwalde, Berliner Abwässer verrieselt. Man nutzte diese Art der Düngung vor allem für den Gemüseanbau und versorgte den Norden Berlins, besonders die Bucher Krankenhäuser, mit landwirtschaftlichen Produkten.
Seit 1985 liegen die Rieselfelder um Hobrechtsfelde ungenutzt brach. Nun entsteht in dem Gebiet, wo rund 100 Jahre lang das Berliner Abwasser verrieselt wurde, nach und nach ein Erholungsgebiet für Menschen sowie ein Rückzugsgebiet für Tiere und Pflanzen.

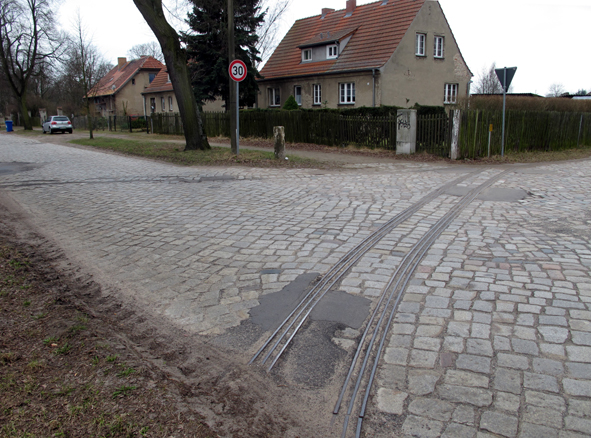
Reste der Wirtschaftsbahn Hobrechtsfelde

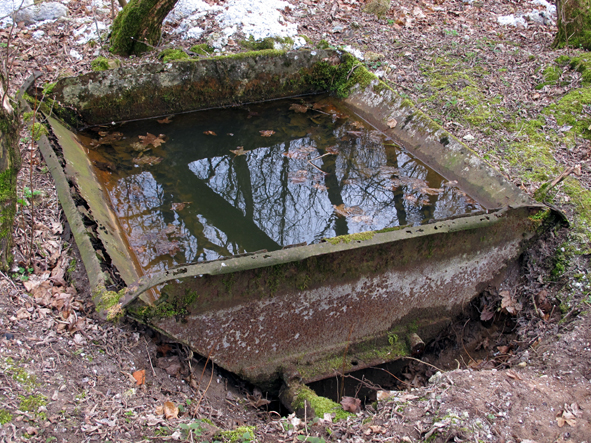
Bodenfund einer Lore der Wirtschaftsbahn Hobrechtsfelde

## Hobrechtsfelder Wirtschaftsbahn
Kaum befestigte Straßen und fehlende Verkehrsmittel führten zum Ausbau eines Feldbahnnetzes für den Transport land- und forstwirtschaftlicher Erzeugnisse. Ab 1906 wurde daher das bis zu 60 km lange, mit Pferden betriebene Streckennetz der Hobrechtsfelder Wirtschaftsbahn mit einer Spurweite von 600 mm geschaffen. Kleinere Teilstrecken konnten nach Bedarf wie etwa in der Erntezeit schnell verlegt und wieder abgebaut werden. Die Feldbahn hatte in Rüdnitz und Berlin-Buch Anschluss an die Berlin-Stettiner Eisenbahn und in Berlin-Blankenfelde an die Niederbarnimer Eisenbahn. 
In Hobrechtsfelde sind, vor allem auf der Hobrechtsfelder Dorfstraße, noch Reste dieser Wirtschaftsbahn zu finden. Parallel zur Straße verläuft der Rad- und Skaterweg auf der ehemaligen Bahntrasse.

## Kultur und Sehenswürdigkeiten

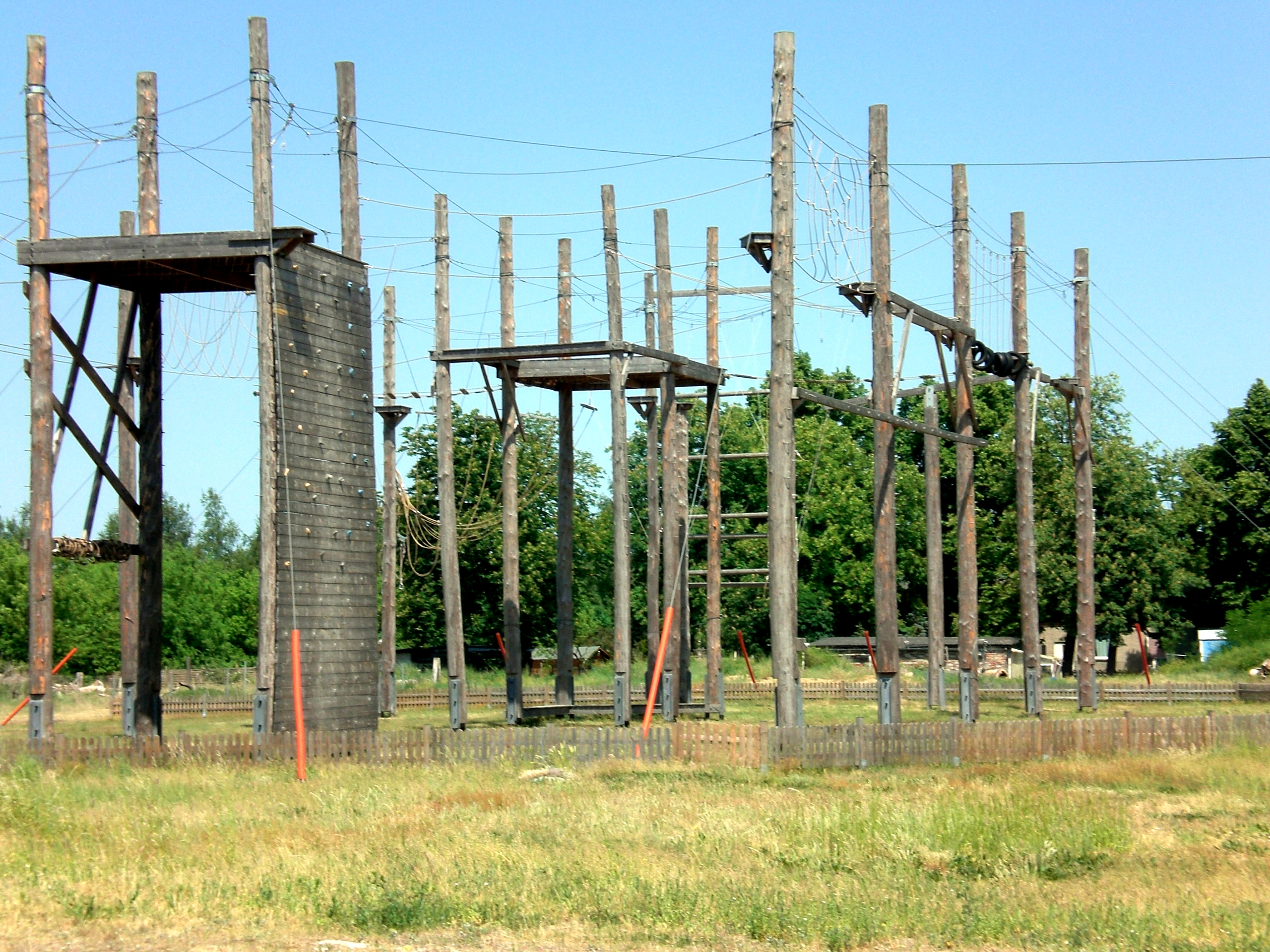
Ehemaliger Hochseilklettergarten in Hobrechtsfelde

### Besucherzentrum Gut Hobrechtsfelde
Am 14. April 2013 wurde auf dem Gelände des alten Gutshofes das Besucherzentrum Gut Hobrechtsfelde eröffnet. Kern des Zentrums ist eine Ausstellung im ersten Obergeschoss des Kornspeichers, der damit für die Öffentlichkeit zugänglich gemacht wurde. In der Ausstellung wird die Landschaft des Naturparks Barnim, die Geschichte von Hobrechtsfelde sowie der Berliner Abwasserbehandlung und des dazu ab 1869 errichteten Radialsystems präsentiert. Der Kornspeicher ist bis unter das Dach begehbar, von wo aus die umgebende Landschaft gut zu beobachten ist. Daneben gibt es auf dem Gelände ein Schaugehege und einen Themenspielplatz sowie einen Imbiss.

### Waldweide
Das mit 850 Hektar Waldfläche größte deutsche Waldweideprojekt startete 2011. Auf eingezäunten Flächen der ehemaligen Rieselfelder weiden etwa 120 Rinder und 80 Konik-Pferde von der Agrar GmbH Gut Hobrechtsfelde in halboffener Waldlandschaft.

### Steine ohne Grenzen
In und um Hobrechtsfelde befindet sich seit 2001 eine der Skulpturenlinien des Projekts Steine ohne Grenzen, das seinerseits Teil der vom jüdischen Bildhauer Otto Freundlich erträumten Straße des Friedens ist. Auf etwa 15  Kilometern Wald- und Feldwegen stehen 114 Skulpturen, die von 2001 bis 2012 in fünf Symposien im Bucher Forst geschaffen wurden. Die Initiatoren sind die Bildhauerin Silvia Fohrer und der Bildhauer Rudolf J. Kaltenbach.

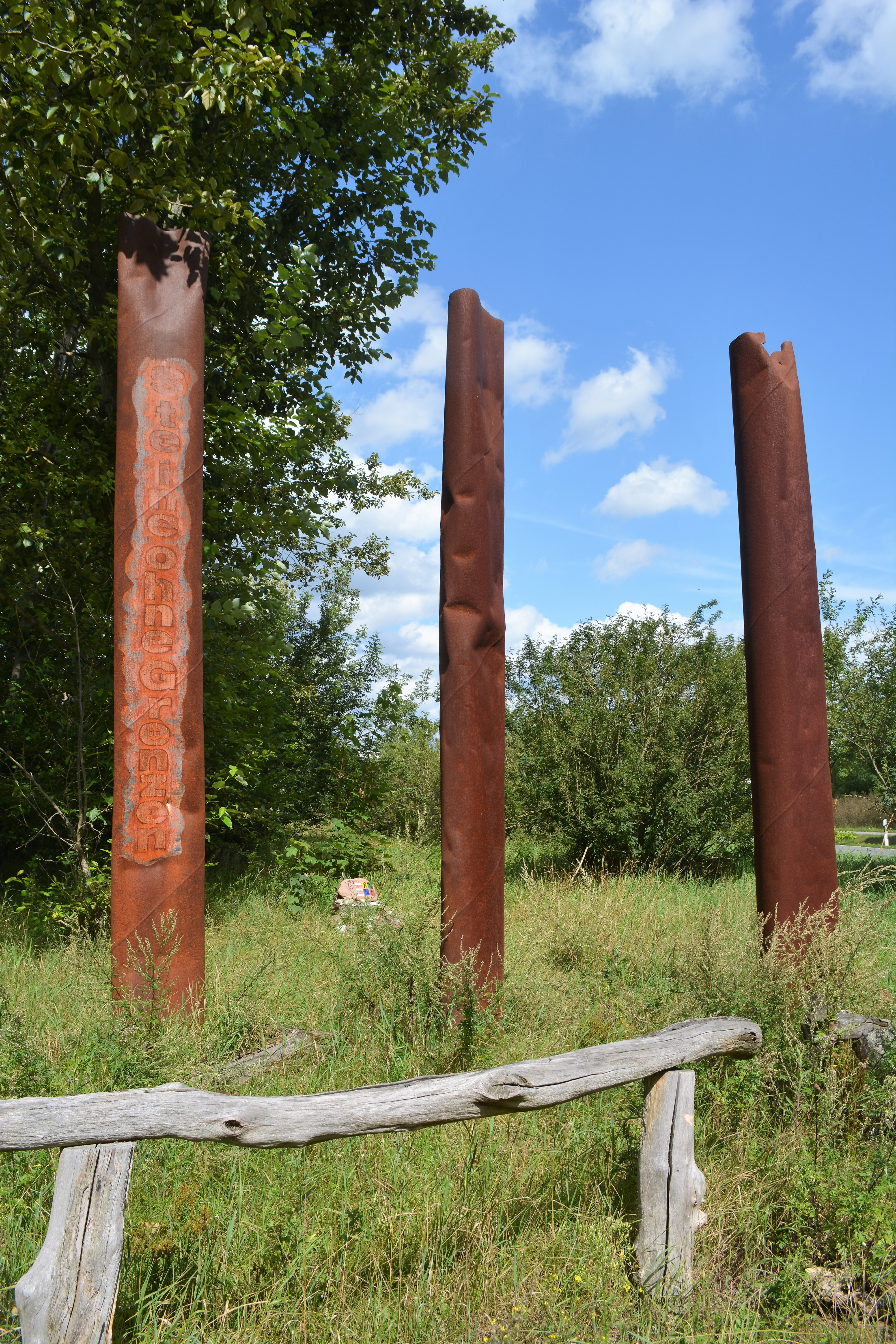
Eingang zum Kulturpfad „Steine ohne Grenzen“
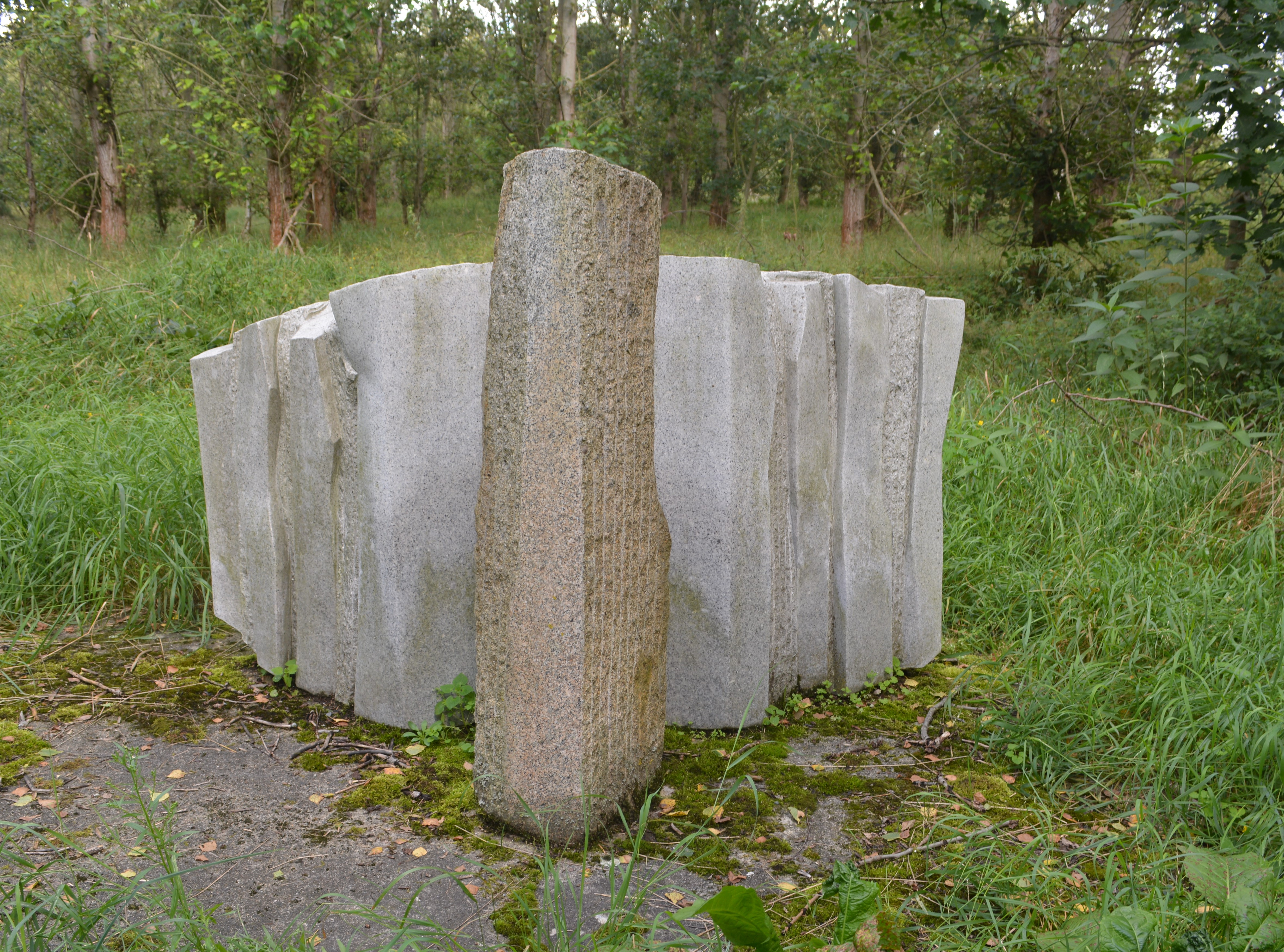
Skulptur ohne Titel am Kulturpfad „Steine ohne Grenzen“
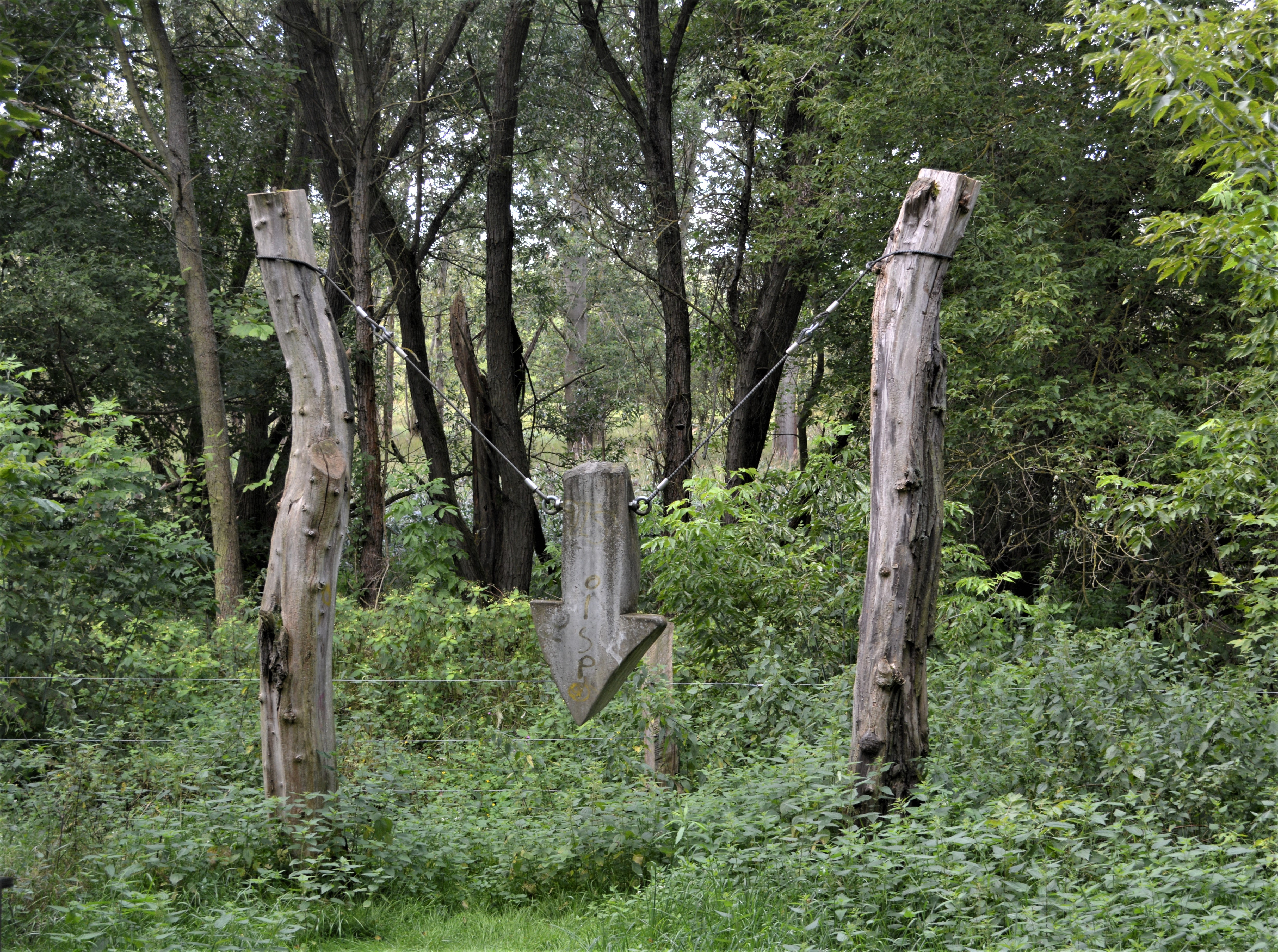
Installation „Pfeil“ am Kulturpfad „Steine ohne Grenzen“
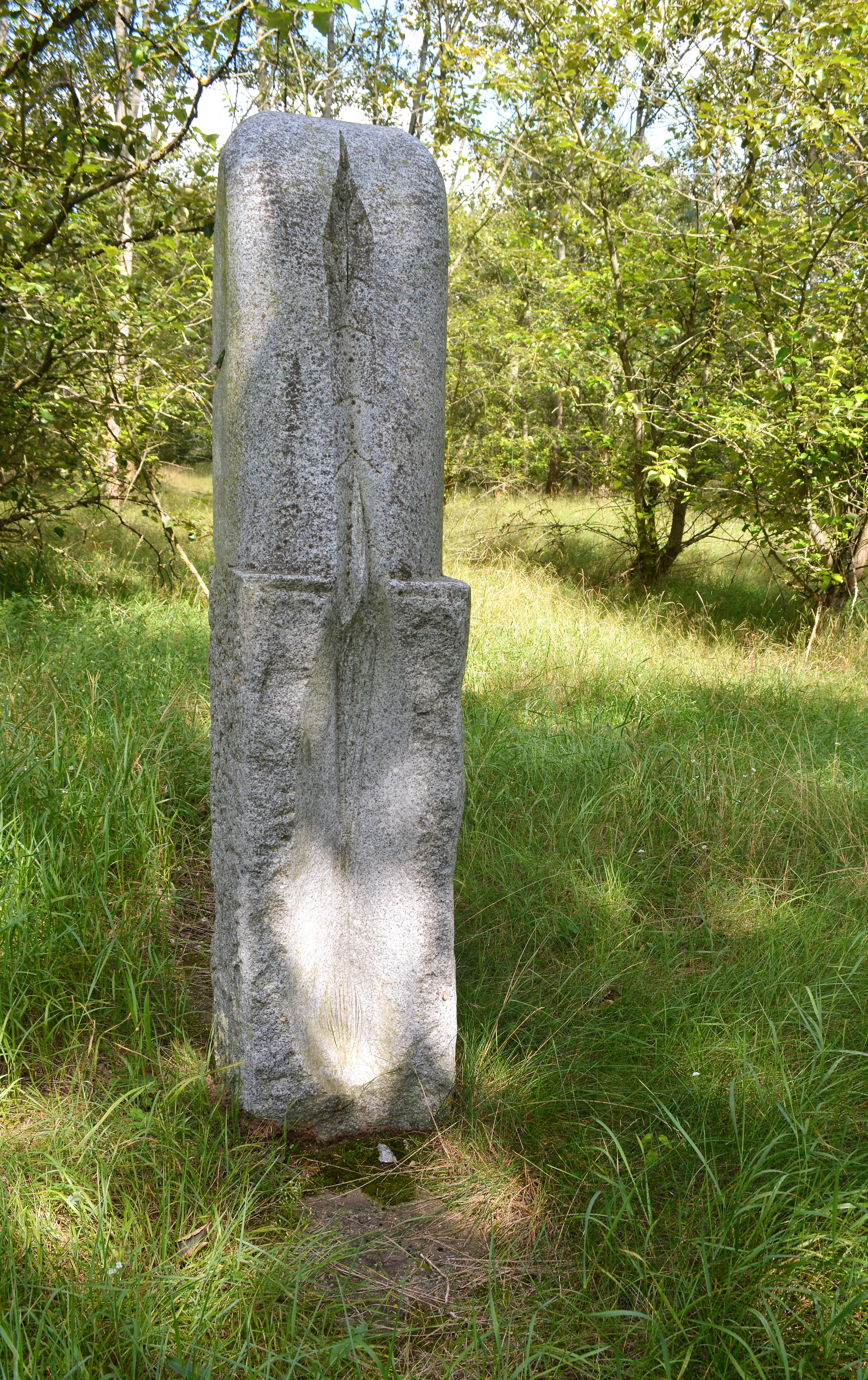
Skulptur „Grenzpfall“ am Kulturpfad „Steine ohne Grenzen“
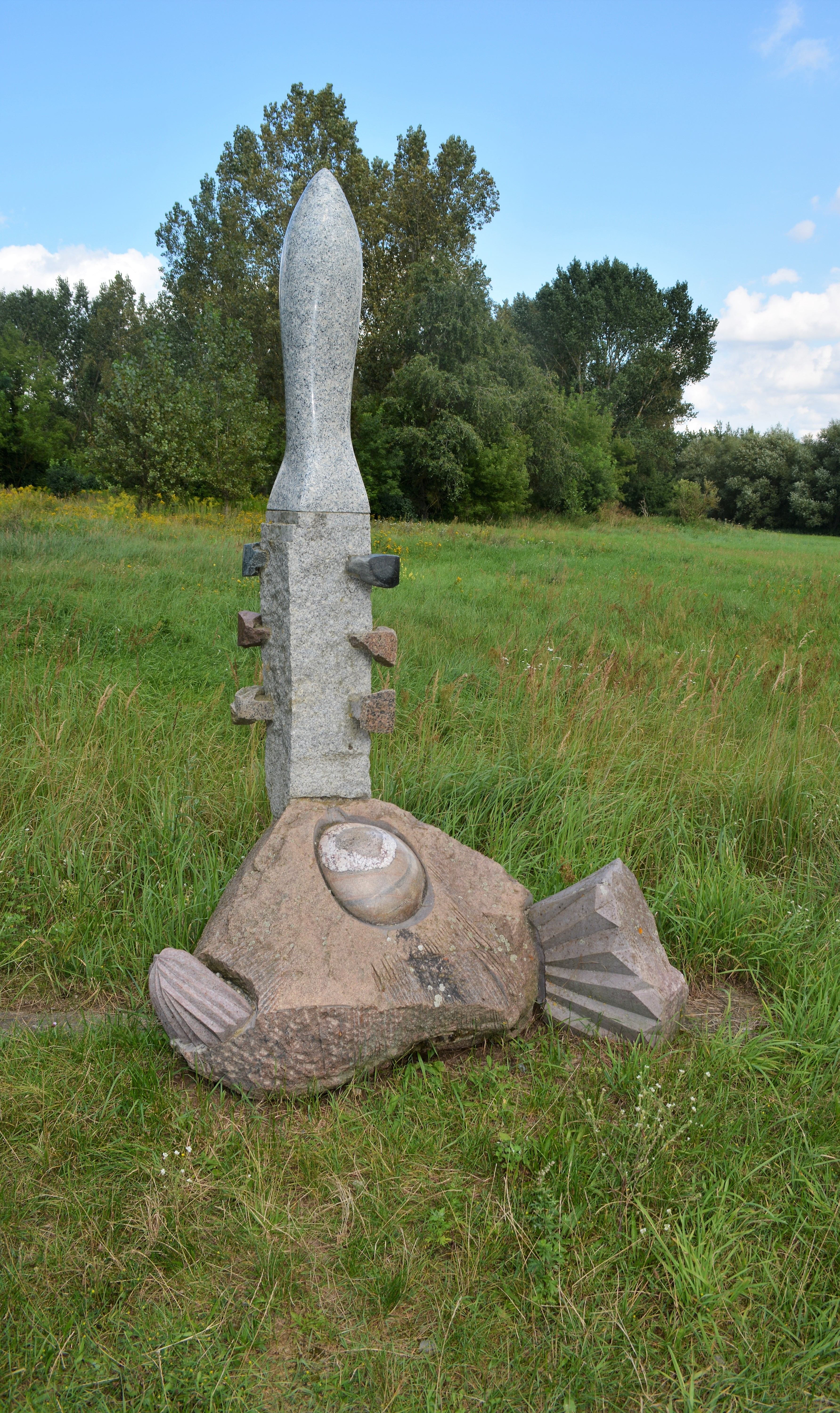
Skulptur „Friedensstein“ am Kulturpfad „Steine ohne Grenzen“

### Hochseilklettergarten
Seit Juli 2006 befand sich in Hobrechtsfelde auf knapp 17.000 m² ein Hochseilklettergarten mit 23 Übungselementen unterschiedlicher Schwierigkeitsgrade, ein Blockhaus und Nebenflächen für Sport und Spiel. Im Mai 2009 von einem neuen Betreiber mit einem Familienfest neu eröffnet, wurde die Anlage um einige Elemente erweitert. Seit Frühjahr 2014 ist der Klettergarten geschlossen.

### Sommernachtskino
Einige Jahre fand in Hobrechtsfelde regelmäßig ein Sommernachtskino statt, das sich mit rund 1000 Besuchern (Stand 2009) etabliert hatte. 2015 musste die Veranstaltung eingestellt werden, da die Kosten für die Umstellung auf den inzwischen überwiegend digitalen Filmverleih nicht aufgebracht werden konnten.